# كارلوس بوستامينت
كارلوس بوستامينت (بالإنجليزية: Carlos Bustamante)‏ هو عالم كيمياء حيوية وكيميائي أمريكي، ولد في 6 مايو 1951 في ليما في بيرو.

## وصلات خارجية
- الموقع الرسمي